# Avizové

Erb dynastie Avizů (zelený kříž je původem znak Avizského řádu)

Avizové či Avisové (portugalsky Dinastia de Avis) byli druhou královskou dynastií Portugalska, vládli v letech 1385–1580. Původně šlo o nemanželskou linii předchozí dynastie burgundské (která sama náležela k mladším větvím francouzského královského rodu Kapetovců). Své jméno odvodili od rytířského Řádu sv. Benedikta z Avizu (zal. 1146/62), jelikož zakladatel tohoto rodu byl řádovým velmistrem. Během vlády Avizů zažilo Portugalsko dobu největšího mocenského i kulturního rozmachu a vybudovalo koloniální říši, poprvé v dějinách dosahující světového měřítka.

## Původ rodu
Po smrti posledního portugalského krále z burgundské (alfonsinské) dynastie, Ferdinanda I. (†1383), upadlo Portugalské království do krize a bezvládí, jelikož král neměl legitimního mužského potomka. Za následnici trůnu byla pod regentstvím své matky Eleonory Teles de Menezes uznána Ferdinandova desetiletá dcera Beatrix, kterou ovšem ještě téhož roku provdali za kastilského krále Jana I. Tento akt vzbudil v portugalské šlechtě strach o nezávislost země a podnítil odpor proti vzniklé personální unii.

## Dějiny

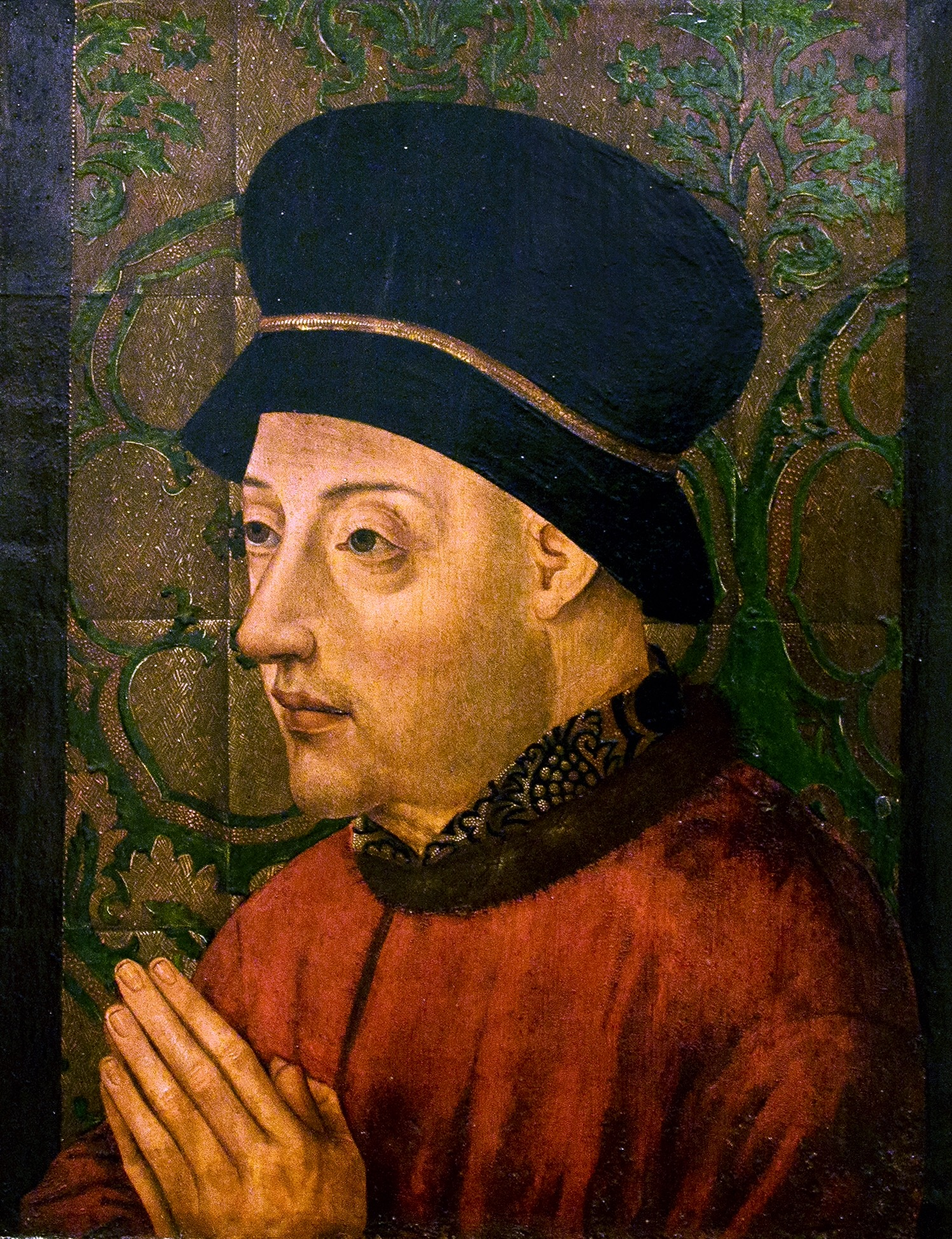
Jan I. (†1433), zakladatel dynastie

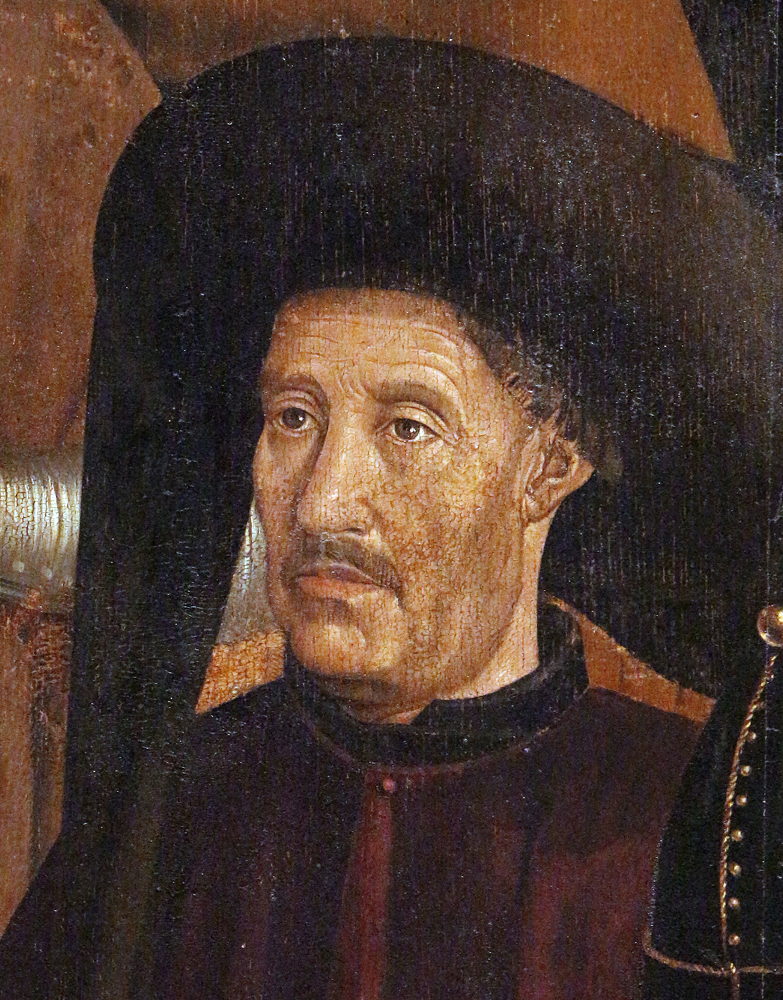
Princ Jindřich Mořeplavec (†1460) inicioval vytvoření portugalské námořní říše

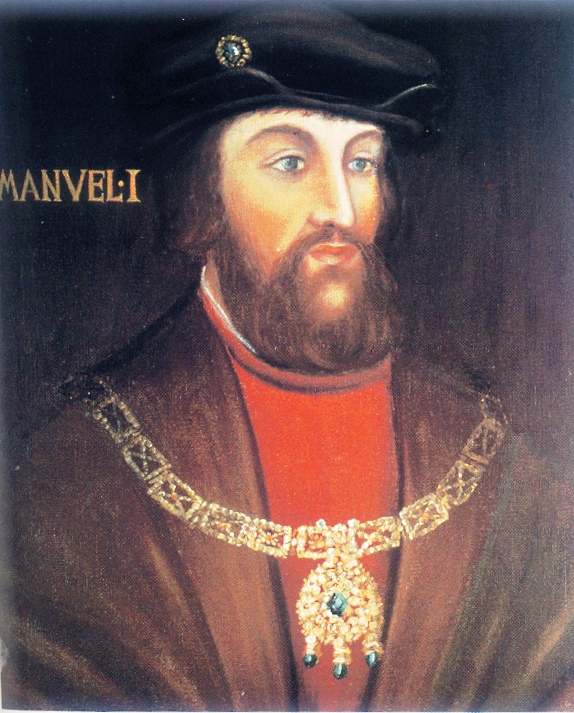
Manuel I. Šťastný (†1521), nejslavnější portugalský král

Dne 6. dubna 1385 prohlásila národovecká strana portugalským (proti)králem Jana, velmistra rytířského avizského řádu a nemanželského syna krále Petra I. Portugalského (†1367) a dony Teresy Lourenço – Jan byl totiž nevlastním bratrem zesnulého Ferdinanda I. Kastilský král nedokázal po nečekané porážce v bitvě u Aljubarroty (14. srpna 1385) trůnní nároky své ženy obhájit, a tak byla vláda Jana I. Portugalského definitivně upevněna.
V roce 1580 bylo Portugalsko připojeno jako korunní země ke Španělsku, čímž skončila téměř dvě staletí trvající vláda této dynastie. Filip II. Španělský pak nastoupil na portugalský trůn jako Filip I. Moudrý.
Portugalský král Jan IV., původně vévoda z Bragançy (Braganzy), který dosedl na trůn po úspěšné vzpouře proti Habsburkům roku 1640 a obnovil tak nezávislost země, byl potomkem nemanželského syna Jana I., v nemanželské linii tedy potomci rodu vládli nadále jakožto Braganzové.

## Panovníci z dynastie Avizů
- Jan I. Portugalský vládl (1385–1433)
- Eduard I. Portugalský vládl (1433–1438)
- Alfons V. Portugalský vládl (1438–1481)
- Jan II. Portugalský vládl (1481–1495)
- Manuel I. Portugalský vládl (1495–1521)
- Jan III. Portugalský vládl (1521–1557)
- Sebastián I. Portugalský vládl (1557–1578)
- Jindřich I. Portugalský vládl (1578–1580)
- Antonín I. Portugalský vládl (1580)

### Další významní členové rodu
- Isabela Portugalská, burgundská vévodkyně
- Jindřich Mořeplavec, vévoda z Viseu a velmistr Kristova řádu
- Petr Portugalský, vévoda z Coimbry
- Ferdinand, řečený „Svatý princ“
- Svatá Johana
- Ferdinand Portugalský a Aragonský, vévoda z Viseu, otec krále Manuela I.
- Isabela Portugalská, španělská královna a císařovna Svaté říše římské, manželka císaře Karla V.